# Don Wilson (kickboxeur)
 (avril 2025).
Si vous disposez d'ouvrages ou d'articles de référence ou si vous connaissez des sites web de qualité traitant du thème abordé ici, merci de compléter l'article en donnant les références utiles à sa vérifiabilité et en les liant à la section « Notes et références ».
Pour les articles homonymes, voir Don Wilson.
Don Wilson, dit The Dragon, est un acteur et producteur de cinéma américain, né le 10 septembre 1954 en Illinois (États-Unis).

## Biographie
Donald Glen Wilson est né d'un père américain et d'une mère japonaise, à Alton en Illinois. Son frère aîné, James, est né au Japon, où ses parents se sont rencontrés. Le travail de son père comme ingénieur pour le Kennedy Space Center a amené sa famille à déménager en Floride quand Wilson avait quatre ans.
Il a fréquenté l'école de Saint Andrew (en) à Boca Raton, où il était un MVP dans le football et le basket-ball. Wilson s'est également essayé à la lutte, dans lequel il a assez excellé pour terminer à la 4ème place lors d'une compétition universitaire de Floride. 
Il commença à étudier les arts martiaux dès son plus jeune âge avec son frère Jim, avec qui il étudia le kung-fu. Mais n'étant pas satisfait, il décide d'apprendre également le kickboxing et c'est grâce à ce sport qu'il va vraiment se faire connaitre. Il devient champion du monde des poids moyens en 1978. Il remporte onze titres de champion du monde dans trois catégories et six organisations, et est également quinze fois champion national sur quatre continents. En 1980, il devient champion du monde de kickboxing.
Un jour, le producteur Roger Corman décide de contacter Don Wilson après avoir vu un article le désignant comme meilleur kickboxeur de tous les temps. En effet Roger Corman avait un scénario déjà préparé et décida d'engager Don Wilson. Le film Bloodfist fut réalisé par Terence H. Winkless en 1989, et fut un immense succès. Don Wilson participera également aux suites : Bloodfist II (1990) d'Andy Blumenthal, Bloodfist III: Forced to Fight (1991) de Oley Sassone, Bloodfist IV : L'épreuve (1992) de Paul Ziller, Bloodfist V: Human Target (1994) de Jeff Yonis, Bloodfist VI: Ground Zero (1994) de Rick Jacobson (en), Bloodfist VII: Manhunt (1995) de Jonathan Winfrey et La Cible du Dragon (Bloodfist VIII: Trained to Kill) (1996) de Rick Jacobson.
Il joue également dans Cercle de feu (1991) de Richard W. Munchkin ainsi que ses deux suites Cercle de feu II (1993) toujours réalisé par Richard W. Munchkin et Cercle de Feu III (2001) de Rick Jacobson. Il est également à l'affiche de Justice de sang (1993) réalisé par Richard W. Munchkin, Red Sun Rising (1993) de Francis Megahy, La Manière forte (1999) de Brad Mackenzie. On a également put l'apercevoir dans Batman Forever (1995) de Joel Schumacher.
Don Wilson a joué avec son ami Chuck Norris dans Delta Force 2, puis dans la série Walker, Texas Ranger, dans la saison 9 épisode 18 : Les Rois du ring.

## Filmographie

### Comme acteur
- 1982 : New York Chinatown (Xue xi Tang Ren Jie) de Stanley Siu Wing
- 1987 : Killer Instinct de Cirio H. Santiago : Townshead's Aide
- 1989 : Un monde pour nous de Cameron Crowe : sparring partner
- 1989 : Bloodfist (en) de Terence H. Winkless : Jake Raye
- 1990 : Bloodfist II (en) de Andy Blumenthal : Jake Raye
- 1991 : Future Kick de Damian Klaus : Walker
- 1991 : Le Cercle de Feu (en) de Richard W. Munchkin (en) : Johnny Woo
- 1991 : Bloodfist III: Forced to Fight (en) de Oley Sassone : Jimmy Boland
- 1992 : Kickboxer Cop (Blackbelt) de Charles Philip Moore et Rick Jacobson (en) : Jack Dillon
- 1992 : Bloodfist IV : L'épreuve (en) de Paul Ziller : Danny Holt
- 1992 : Justice de sang (Out for Blood) de Richard W. Munchkin : John Decker
- 1993 : Le Cercle de Feu 2 : L'affrontement de Richard W. Munchkin : Johnny Woo
- 1993 : Magic Kid (en) de Joseph Merhi : lui-même
- 1994 : Bloodfist V Human Target (en) de Jeff Yonis : Jim Stanton
- 1994 : Cyber Tracker (en) de Richard Pepin : Eric
- 1994 : Soleil Rouge (1994) (en) de Francis Megahy : Thomas Hoshino
- 1994 : Bloodfist VI Ground Zero (en) de Rick Jacobson : Nick Corrigan
- 1994 : Le Cercle de Feu III (Lion Strike) de Rick Jacobson : Dr. Johnny Wu
- 1995 : Batman Forever de Joel Schumacher : chef de gang
- 1995 : Gridrunners (en) (Virtual Combat) de Andrew Stevens : David Quarry
- 1995 : Bloodfist VII Manhunt (en) de Jonathan Winfrey : Jim Trudell
- 1995 : Cyber Tracker II (en) de Richard Pepin : Eric
- 1996 : La Cible du Dragon (en) (Bloodfist VIII Trained to Kill) de Rick Jacobson : Rick Cowan
- 1996 : Chasseur de la Nuit (en) (Night Hunter) de Rick Jacobson : Jack Cutter
- 1998 : La Manière forte (film, 1999) (en) de Brady MacKenzie : Neil DeMarco
- 2002 : Un flic en enfer (Redemption) de Art Camacho (en) : John Sato Collins
- 2006 : Soft Target de Art Camacho : Danny Tyler
- 2015 : Le Roi Scorpion 4 : La Quête du pouvoir de Mike Elliott (en) : Gizzan
- 2015 : The Martial Arts Kid de Michael Baumgarten (réalisateur) : Glen
- 2021 : New York Ninja de John Liu et Kurtis Spieler : John Liu / le Ninja (voix)
- 2024 : Black Creek (film) de Shannon Lanier et Mike Möller : Xiyang

### Comme producteur
- 1992 : Bloodfist IV : L'épreuve (en) de Paul Ziller
- 1992 : Justice de sang (Out for Blood) de Richard W. Munchkin
- 1993 : Le Cercle de Feu 2 : L'affrontement de Richard W. Munchkin : Johnny Woo
- 1994 : Bloodfist V Human Target (en) de Jeff Yonis
- 1994 : Cyber Tracker (en) de Richard Pepin
- 1994 : Bloodfist VI Ground Zero (en) de Rick Jacobson (en)
- 1995 : Bloodfist VII Manhunt (en) de Jonathan Winfrey
- 1995 : Cyber Tracker II (en) de Richard Pepin
- 1998 : La Manière forte (film, 1999) (en) de Brady MacKenzie
- 2002 : Un flic en enfer (Redemption) de Art Camacho (en)
- 2006 : Soft Target de Art Camacho
- 2015 : The Martial Arts Kid de Michael Baumgarten (réalisateur)